# Mauritius
 Denne artikel omhandler øen Mauritius. Opslagsordet har også en anden betydning, se Mauritius (helgen).
Mauritius (fransk: Maurice; Mauritiansk-kreolsk; Repiblik Moris, officielt: Republikken Mauritius) er en østat, der ligger 900 km øst for Madagaskar. Øen, der regnes med til Afrika, har et areal på ca. 1900 km². Store dele af øen er dækket af grønne sukkerrørsplantager i okkerrød jord. Hovedstaden og den største by i Mauritius er Port Louis.
Mauritius er også almindeligt kendt som Maurice og Île Maurice på fransk og Moris på mauritiansk-kreolsk.
Mauritius omfatter øerne Rodrigues og de ydre øer (Agaléga, St. Brandon og to andre omstridte områder). Øerne Mauritius og Rodrigues udgør en del af Mascarenerne, sammen med den nærliggende franske ø Réunion og er hjemsted for et stort antal af verdens sjældneste, endemiske dyre- og plantearter, deriblandt den uddøde dronte.
Mauritius har været en hollandsk koloni (1638-1710), fransk koloni (1715-1810) og en britisk koloni (1810-1968). Mauritierne er på baggrund af øens historie, multietniske, multireligiøse, multikulturelle og flersprogede. Mauritierne taler hovedsageligt tre sprog flydende; engelsk, fransk og mauritisk kreolsk. Ud over disse sprog, taler mauritierne ofte yderligere et sprog, afhængig af historien af deres etnicitet.
Menneskeudviklingsindekset for Mauritius er et af de højeste i Afrika, og øen er i dag et af Afrikas rigeste lande. Mauritius er yderligere højt placeret indenfor demokratisk-,  økonomisk- og politiskfrihed.
Mauritius er omgivet af mere end 150 km hvide sandstrande, og lagunerne er beskyttet mod det åbne hav med verdens tredjestørste koralrev, der omgiver øen. Lige udenfor den mauritiske kyst ligger 49 ubeboede øer og øer, flere benyttet som naturreservater til truede arter. Øen er relativt ung geologisk, og er skabt af vulkansk aktivitet omkring 8 millioner år siden. Øen er opstået som følge af gigantiske vulkanudbrud under vandet, der skete tusindvis af kilometer øst for den kontinentale blok, der består af Afrika og Madagaskar.  Den kontinentale blok er ikke længere vulkansk aktiv, og hviler nu under den franske ø, Réunion.
Mauritius er omgivet af en ring af bjergkæder, varierende i højden fra 300-800m over havets overflade. Landet stiger fra kystnære sletter til et centralt plateau, hvor det når op til 670 m højde; Den højeste højde er i sydvest, Piton de la Petite Riviere Noire på 828 meter. Strømme og floder omfavner øen, hvoraf mange er dannet i revner skabt af lavastrømme.
Mauritius er medlem af Verdenshandelsorganisation, Commonwealth of Nations (tidl. Det Britiske Statssamfund), Organisation internationale de la Francophonie, Den Afrikanske Union, Det Sydafrikanske Udviklingsfællesskab (SADC) og COMESA.
Det politiske system er nøje modelleret på det parlamentariske Westminster-modellen.

## Historie
Øen har været kendt af araberne siden 900-tallet, portugiserne kom som de første europæere til øen i 1505. Hollænderne koloniserede øen i 1638 og opkaldte øen efter prins Morits af Oranien. Men de drog fra øen igen nogle årtier senere. I 1700-tallet var øen under fransk kontrol. Franskmændene indførte de første sorte slaver til at producere sukker. Førhen var øen stort set ubeboet. I 1810 indtog Storbritannien øen i forbindelse med Napoleonskrigene. Øen blev britisk, og briterne beholdt kontrollen frem til uafhængigheden i 1968. Under den engelske kolonitid blev der indført en stor mængde asiatiske kulier. I mange lande er systemet for kulier forbudt i henhold til verdenserklæringen om menneskerettigheder, da det er en form for slaveri.
Det første historiske bevis for eksistensen af en øen, er på et kort fremstillet af den italienske kartograf Alberto Cantino fra 1502. Fra dette ser det ud til, at øen fik navnet Dina Arobi eller Dina Margabin af arabiske sejlere, der anses som det første folk der opdagede øen. En række noter antyder at araberne opdagede øen, da et stormvejr pressede deres båd hen på øen ved et tilfælde.
I 1507 besøgte portugisiske sejlere øen. Øen vises med et portugisisk navn Cirne på tidlige kort, sandsynligvis fra navnet på et skib fra en ekspedition i 1507. En anden portugisisk sømand, Dom Pedro Mascarenhas, gav navnet Mascarenerne. Mascarenerne anvendes i dag som en betegnelse for en gruppe af vulkanske øer i Østafrika, der inkluderer Mauritius. Portugiserne var allerede var etableret i Asien i Goa, ved Malabars kyst, på øen Ceylon (nu Sri Lanka) og på den malaysiske kyst. Portugisernes vigtigste afrikanske base var i Mozambique, derfor foretrak de portugisiske sejlere at anvende kanalen i Mozambique der gik til Indien som deres handelsrute. Comorerne i nord blev ligeledes vurderet til at være en mere praktisk port i forhold til porten i Port Louis. Således blev der ikke etableret nogen permanent portugisisk koloni på øen.
I 1598 besatte en hollandsk skvadron under admiral Wybrand van Warwyck øen. Warwyck gav øen navnet Mauritius til ære for prins Morits af Oranien, statholder af De Forenede Nederlande.
Udenrigsministeren fra Oman, har antydet at have evidens for at øen har været en del af det Omanske sultandømme i det femtende århunderede.
Mauritius var det femte land i verden til i 1847 at udgive frimærker efter Storbritannien i 1840, Brasilien i 1843 og Schweiz og USA i 1846 (og det første land i Commonwealth).
Mauritius' første udgave af deres frimærker, de såkaldte "POST OFFICE" (27 eksemplarer kendt i verden i dag) er vurderet som verdens dyreste og sjældneste frimærker. To af dem (samlet på 1 konvolut, "The Mauritius Bordeaux Cover") er blevet solgt i 1993 for fem millioner US$ hos David Feldman SA.

## Geografi
Mauritius er en forholdsvis ung ø, da den opstod for 8 millioner år siden ved store udbrud af undersøiske vulkaner som følge af den somaliske plades drift over et hotspot der nu befinder sig under Reunion. Derfor er hovedøen høj med højeste punkt i Pieter Both (823 m). Placeringen i det tropiske klimabælte gør øen varm og præget af regntider og cykloner. Naturen var oprindelig regnskov, men i dag er meget af landet opdyrket.

### Miljø og klima
Miljøet i Mauritius er typisk tropisk i kystområderne med skove i bjergområderne. Sæsonbestemte cykloner er ødelæggende for dets flora og fauna, selv om de genopretter sig hurtigt. Mauritius blev nummer to i et luftkvalitetsindeks udgivet af Verdenssundhedsorganisationen i 2011.
Mauritius ligger i nærheden af Stenbukkens vendekreds, og har et tropisk klima. Der er 2 årstider: En varm fugtig sommer fra november til april med en gennemsnitlig temperatur på 24,7 ° C og en forholdsvis kølig tør vinter fra juni til september med en gennemsnitlig temperatur på 20,4 ° C. Temperaturforskellen mellem årstiderne er kun 4,3 ° C. De varmeste måneder er januar og februar med en gennemsnitlig dags maksimal temperatur på 29,2 ° C, og de koldeste måneder er juli og august med gennemsnitlige overnattende minimumstemperaturer på 16,4 ° C. Årlig nedbør varierer fra 900mm på kysten til 1.500mm på det centrale plateau. Selv om der ikke er nogen regntid, forekommer det meste af regnen i sommermånederne.
Havtemperaturen i lagunen varierer fra 22-27 ° C. Det centrale plateau er meget køligere end de omkringliggende kystområder og kan opleve så meget som dobbelt nedbør. Der kan også være en markant forskel i temperatur og nedbør fra den ene side af øen til den anden. Lejlighedsvis forekommer der tropiske cykloner mellem januar og marts og har tendens til at forstyrre vejret i flere dage, hvilket bringer tung regn.

### Dyreliv
Landet er stadig hjemsted for nogle af verdens sjældne planter og dyr, men menneskelig beboelse og indførelsen af ikke-indfødte dyrearter har truet den oprindelige flora og fauna. På grund af sin vulkanske oprindelse, alder, isolation og dets unikke terræn, er Mauritius hjemsted for en mangfoldighed af flora og fauna, der normalt ikke findes i landområder med samme størrelse. Før den portugisiske ankomst i 1507 var der ingen jordbaserede pattedyr på øen. Dette tillod udviklingen af en række ikke-flyvende fugle og store reptilarter. Ankomsten af slaverne og kontraktbundne arbejdere og indførslen af en række fremmede arter har ødelagt en række arters naturlige habitat, og har ligeledes ændret den naturlige flora og fauna.
Der er mindre end 2% af den oprindelige skov tilbage, koncentreret i Black River Gorges National Park i sydvest, Bambous Mountain Range i sydøst og Moka-Port Louis Ranges i nordvest. Der er nogle isolerede bjerge, Corps de Garde, Le Morne Brabant og flere mindre øer, med rester af kyst- og fastlandsdiversitet. Over 100 arter af planter og dyr er blevet udslettet, og mange flere er truet. Bevaringsaktiviteterne begyndte i 1980'erne med gennemførelsen af programmer til reproduktion af truede fugle- og plantearter samt restaurering af levesteder i nationalparker og naturreservater.
Mauritius var den eneste kendte habitat for den uddøde dronte, en ikke-flyvende fugl.
Dronten, med kælenavnet dodoen, er efterkommere af en slags due, der bosatte sig i Mauritius for over fire millioner år siden. Ingen rovdyr angreb dem, og de havde af denne årsag mistet deres evne til at flyve. Med en vægt på op til 17,5 kg var dronten en velkommen kilde til fersk kød til søfolkene. Et stort antal dodoer blev dræbt for mad. Senere, da hollanderne brugte øen som en straffekoloni, blev nye arter introduceret til øen. Rotter, grise og aber spiste dronternes æg, som de lagde på jorden. Kombinationen af menneskelig udnyttelse og indførsel af nye arter reducerede drontebestanden væsentligt. Inden for 100 år efter ankomsten af mennesker på Mauritius blev dronten en sjælden fugl. Den sidste blev dræbt i 1681. I Mare aux Songes er der fundet mange dronte-fossiler og andre fossiler efter en 50-års tørkeperiode for 4000 år siden.

## Sprog
Mauritisk kreolsk (mauritisk kreolsk: kreol morisien) er et franskbaseret kreolsprog, der tales i Mauritius. Ud over den franske base af sproget er der også en række ord fra engelsk, portugisisk, spansk og fra de mange afrikanske og asiatiske sprog, der er blevet talt på øen.
Mauritierne har tendens til at tale kreolsk hjemme og fransk på arbejdspladsen. Fransk og engelsk tales i skolerne. Selvom mange mauritier er af europæisk, øst-asiatisk og syd-asiatisk afstamning, taler de primært kreolsk. Det er deres forfædresprog i den forstand, at deres forfædre sammen med dem af afrikansk afstamning hjalp med at skabe det kreolske sprog sammen for århundreder siden, da Mauritius var mødested for folk fra forskellige kontinenter grundet slaveri og tvunget arbejde.
De fleste ord kommer fra fransk men bruges ikke altid på samme måde. For eksempel er den franske artikel le, la, les fusioneret med substantivet i kreolsk: Fransk rotte er i kreolsk lera, og det franske temps er på kreolsk letan. Det samme gælder for nogle adjektiver og præpositioner: Fransk femme ("kvinde") og riz ("ris") er bonnfam (fra bonne femme) og diri (from du riz) i kreolsk.
Nogle ord har ændret deres mening helt: Mauritian gagn ("at få" eller "at opnå") er afledt af fransk gagner ("at vinde" eller "at tjene").
Der findes også flere ord fra de malagassisk som er sproget talt på den nærliggende ø Madagaskar. Eksempelvis er det kreolske lapang fra malagassisk ampango (ris fast i bunden af en gryde), kreolsk lafus fra malagassisk hafotsa (en slags træ) og kreolsk zahtak fra malagassisk antaka (en slags plante). Ord af andre østafrikansk oprindelse omfatter kreolsk makutu fra makua makhwatta (løbende sår), kreolsk matak fra swahili og makonde matako (skinker).
Andre ord kommer fra enten portugisisk eller spansk som lakaz fra spansk (la) casa.
Eksempler
Eksempler over oversættelser fra engelsk, mauritisk kreolsk og fransk.
| Engelsk        | Mauritisk kreolsk | Fransk     |
| -------------- | ----------------- | ---------- |
| I              | Mo                | Je         |
| Me             | Mwa               | Moi        |
| You (informal) | To (Twa)          | Tu (Toi)   |
| You (formal)   | Ou                | Vous       |
| He/She/It      | Li                | Il/Elle/On |
| We             | Nou               | Nous       |
| You (plural)   | Zot               | Vous       |
| They           | Bannla/Zot        | Ils/Elles  |

| Tal | Mauritisk kreolsk | Fransk   | Tal     | Mauritisk kreolsk | Fransk           |
| --- | ----------------- | -------- | ------- | ----------------- | ---------------- |
| 0   | Zero              | Zéro     | 20      | Vin               | Vingt            |
| 1   | Enn               | Un/Une   | 21      | Vint-e-enn        | Vingt et un      |
| 2   | De                | Deux     | 22      | Vennde            | Vingt-deux       |
| 3   | Trwa              | Trois    | 23      | Venntrwa          | Vingt-trois      |
| 4   | Kat               | Quatre   | 24      | Vennkat           | Vingt-quatre     |
| 5   | Sink              | Cinq     | 25      | Vennsink          | Vingt-cinq       |
| 6   | Sis               | Six      | 26      | Vennsis           | Vingt-six        |
| 7   | Set               | Sept     | 27      | Vennset           | Vingt-sept       |
| 8   | Wit               | Huit     | 28      | Vintwit           | Vingt-huit       |
| 9   | Nef               | Neuf     | 29      | Vintnef           | Vingt-neuf       |
| 10  | Dis               | Dix      | 30      | Trant             | Trente           |
| 11  | Onz               | Onze     | 40      | Karant            | Quarante         |
| 12  | Douz              | Douze    | 50      | Sinkant           | Cinquante        |
| 13  | Trez              | Treize   | 60      | Swasant           | Soixante         |
| 14  | Katorz            | Quatorze | 70      | Swasann-dis       | Soixante-dix     |
| 15  | Kinz              | Quinze   | 80      | Katrovin          | Quatre-vingts    |
| 16  | Sez               | Seize    | 90      | Katrovin-dis      | Quatre-vingt-dix |
| 17  | Diset             | Dix-sept | 100     | San               | Cent             |
| 18  | Dizwit            | Dix-huit | 1000    | Mil               | Mille            |
| 19  | Diznef            | Dix-neuf | 1000000 | Enn milion        | Un million       |

## Internationale rangeringer

### Økonomi
| Navn                                      | Kilde                                                                | År        | Rankering | Note                        | Ref                                             |
| ----------------------------------------- | -------------------------------------------------------------------- | --------- | --------- | --------------------------- | ----------------------------------------------- |
| Global Financial Centres Index            | Z/Yen                                                                | 2014      | 63 af 83  | Nr. 1 i Afrika              | Arkiveret 14. november 2017 hos Wayback Machine |
| African Index on Economic Transformation  |                                                                      | 2014      | 1 af 83   |                             |                                                 |
| Ibrahim Index of African Governance       | Mo Ibrahim Foundation                                                | 2014      | 1 af 52   |                             | Arkiveret 17. oktober 2014 hos Wayback Machine  |
| Economic Freedom of the World             | Fraser Institute                                                     | 2014      | 5 af152   | Nr. 1 i Afrika              | Arkiveret 24. oktober 2016 hos Wayback Machine  |
| Economic Freedom Index                    | The Heritage Foundation                                              | 2014      | 8 af 178  | Nr. 1 i Afrika              | Arkiveret 29. januar 2019 hos Wayback Machine   |
| Best Countries for Business               | Forbes                                                               | 2013      | 29 af 145 |                             |                                                 |
| Ease of doing business index              | World Bank                                                           | 2014      | 20 af 189 | Nr. 1 i Afrika              |                                                 |
| Human Development Index                   | United Nations                                                       | 2013      | 63 af 187 | Nr. 1 i Afrika              |                                                 |
| Global Enabling Trade Report              | World Economic Forum                                                 | 2014      | 29 af138  | Nr. 1 i Afrika              |                                                 |
| Global Competitiveness Report             | World Economic Forum                                                 | 2013-2014 | 45 af 148 | Nr. 1 i Afrika              |                                                 |
| Travel and Tourism Competitiveness Report | World Economic Forum                                                 | 2013      | 58 af 140 | Nr. 2 i Afrika              |                                                 |
| Where-to-be-born Index                    | Economist Intelligence Unit                                          |           |           | Ikke placeret               |                                                 |
| Global Innovation Index                   | Cornell University, INSEAD, World Intellectual Property Organization | 2013      | 53 af 142 | Nr. 1 i Afrika              | Arkiveret 7. juli 2018 hos Wayback Machine      |
| World Competitiveness Yearbook            | International Institute for Management Development                   |           |           | Ikke placeret               |                                                 |
| International Property Rights Index       | Americans for Tax Reform's Property Rights Alliance                  | 2013      | 40 af 131 | Nr. 1 i Afrika med Botswana |                                                 |
| Global Services Location Index            | A.T. Kearney                                                         | 2011      | 36 af 50  |                             | Arkiveret 3. oktober 2016 hos Wayback Machine   |

### Politik
| Navn                         | Kilde                             | År   | Rankering  | Note                                                | Ref                                             |
| ---------------------------- | --------------------------------- | ---- | ---------- | --------------------------------------------------- | ----------------------------------------------- |
| Democracy Index              | Economist Intelligence Unit       | 2012 | 18 af 167  | Klassificeret som fuldt demokratisk, nr. 1 i Afrika |                                                 |
| Democracy Ranking            | Democracy Ranking Association     | 2014 | 37 af 112  |                                                     | Arkiveret 23. november 2015 hos Wayback Machine |
| Corruption Perceptions Index | Transparency International        | 2013 | 52 af 175  | Nr. 4 i Afrika                                      | Arkiveret 3. december 2013 hos hos Archive.is   |
| Global Peace Index           | Institute for Economics and Peace | 2014 | 24 af 162  | Nr. 1 i Afrika                                      |                                                 |
| Global Terrorism Index       | Institute for Economics and Peace | 2012 | 116 af 116 |                                                     | Arkiveret 5. maj 2014 hos Wayback Machine       |

### Medier
| Navn                 | Kilde                     | År   | Rankering | Note           | Ref                                       |
| -------------------- | ------------------------- | ---- | --------- | -------------- | ----------------------------------------- |
| Press Freedom Index  | Reporters Without Borders | 2014 | 70 af 180 |                | Arkiveret 4. maj 2014 hos Wayback Machine |
| Freedom of the Press | Freedom House             | 2014 | 62 af 197 | Nr. 4 i Afrika |                                           |

### Kommunikation og IT
| Navn                      | Kilde                                 | År   | Rankering | Note           | Ref                                             |
| ------------------------- | ------------------------------------- | ---- | --------- | -------------- | ----------------------------------------------- |
| Networked Readiness Index | World Economic Forum                  | 2014 | 48 af 148 | Nr. 1 i Afrika |                                                 |
| ICT Development Index     | International Telecommunication Union | 2014 | 70 af 157 | Nr. 1 i Afrika |                                                 |
| E-government Readiness    | United Nations                        | 2014 | 76 af 193 | Nr. 1 i Afrika | Arkiveret 7. september 2015 hos Wayback Machine |
| E-readiness               | Economist Intelligence Unit           |      |           |                |                                                 |

### Uddannelse
| Navn                     | Kilde      | År   | Rankering | Note           | Ref |
| ------------------------ | ---------- | ---- | --------- | -------------- | --- |
| Knowledge Economic Index | World Bank | 2012 | 62 af 145 | Nr. 1 i Afrika |     |

- ESSEC Business School

#### Klima og miljø
| Navn                              | Kilde                                                                           | År   | Rankering  | Note            | Ref                                              |
| --------------------------------- | ------------------------------------------------------------------------------- | ---- | ---------- | --------------- | ------------------------------------------------ |
| Environmental Performance Index   | Yale University, Columbia University                                            | 2014 | 56 af 178  | Nr. 1 i Afrika  | Arkiveret 4. marts 2016 hos Wayback Machine      |
| Environmental Vulnerability Index | South Pacific Applied Geoscience Commission, United Nations Environment Program | 2012 | 192 af 234 |                 | Arkiveret 23. maj 2012 hos Wayback Machine       |
| Happy Planet Index                | New Economics Foundation                                                        | 2012 | 111 af 151 |                 | Arkiveret 15. september 2013 hos Wayback Machine |
| Sustainable Society Index         | Sustainable Society Foundation                                                  | 2012 |            | Ingen placering | Arkiveret 14. september 2013 hos Wayback Machine |
| Climate Change Performance Index  | Germanwatch, Climate Action Network                                             | 2013 |            | Ingen placering |                                                  |

### Andre
| Navn                            | Kilde                                                    | År        | Rankering  | Note                                | Ref                                              |
| ------------------------------- | -------------------------------------------------------- | --------- | ---------- | ----------------------------------- | ------------------------------------------------ |
| World Happiness Report          | United Nations Sustainable Development Solutions Network | 2013-2015 | 66 af 157  | Nr. 2 i Afrika                      | Arkiveret 19. februar 2018 hos Wayback Machine   |
| Global Gender Gap Report        | World Economic Forum                                     | 2014      | 106 af 142 |                                     |                                                  |
| Fragile States Index            | Fund for Peace and Foreign Policy                        | 2015      | 145 af 178 | Nr. 1 i Afrika                      | Arkiveret 21. september 2018 hos Wayback Machine |
| Social Progress Index           | Social Progress Imperative                               | 2014      | 34 af 132  | Nr. 1 i Afrika                      |                                                  |
| Good Country Index              | Simon Anholt                                             | 2016      | 33 af 163  | Nr. 1 i Afrika                      | Arkiveret 4. maj 2017 hos Wayback Machine        |
| Mercer Quality of Living Survey | Mercer                                                   | 2014      | 82 af 223  | Port Louis klassificeret som nr. 82 |                                                  |
| Legatum Prosperity Index        | Legatum Institute                                        | 2015      |            | Ikke placeret                       | Arkiveret 8. december 2015 hos Wayback Machine   |
| World Giving Index              | Charities Aid Foundation                                 | 2013      |            | Ikke placeret                       |                                                  |

## Retfærdighed og sandhedskommisionen
Mauritius Sandheds- og Retfærdighedskommission var en uafhængig sandhedskommission oprettet i 2009, der undersøgte slaveri og kontraktbunden arbejdskraft i Mauritius. Kommissionen fik til opgave at undersøge borttagelsen af jord og fastlægge passende foranstaltninger, der skulle udvides til efterkommere af slaver og kontraktbundne arbejdstagere . Undersøgelsen behandlede områder som socioøkonomiske konsekvenser og udforskede muligheder for erstatning. [1] Kommissionen forsøgte at dække mere end 370 år, den længste periode, som en sandhedskommission nogensinde har dækket.
Premierminister udtalte i denne forbindelse med oprettelsen af kommission:
- "År er gået siden slaveri og kontraktbundet arbejdskraft blev afskaffet. Frygt af sådan brutalitet og trældom eksisterer ikke mere i dag. Men sådan behandling har sin psykologiske bivirkninger, som kan være permanent og så destruktiv, og være mere omfattende i forhold til det fysiske element af slaveri . "

Statsministeren redegjorde for sine forhåbninger for kommissionen:
- " Vores lands historie er baseret på en løbende søgen efter frihed og social retfærdighed. Vores fortid er blevet præget af tvangsfjernelse af tusindvis af mennesker fra fastlandet i Afrika, Madagaskar og Asien. Dette er de mørkeste og mest skammelige sider i vores historie. Indførelsen af kontraktbunden arbejdskraft under slaviske forhold var ikke mindre skammeligt og ondt. "

Endelig sagde premierministeren sit håb om at:
- "Denne Kommission vil bane vej til forsoning, social retfærdighed og national enhed gennem processen med at genoprette den historiske sandhed. Det er den legitime forventning af alle at kende vores sande historie. Det er først, efter at vi har været konfronteret med denne virkelighed, at vi kan konsolidere os i vores land. Det er derfor vigtigt, at vi genkender vores fortids historie og lægger den til hvile, så vi kan gå videre til forsoning, retfærdighed og nationaltfælleskab . " [4]

Kommissionen forsøgte at dække mere end 370 år, den længste tidsrum, som en sandhedskommission nogensinde har dækket.
Sandheds og retfærdighedskommissionen dokumenterede "økonomien i kolonialisme , slaveri og kontraktbundne arbejdere og erfaringerne fra disse og deres leve- og arbejdsvilkår."
Kommissionen publicerede sin resultater og anbefalinger I 2011:
- “At i lyset af uretfærdigheder, som slaver og kontraktbundne arbejdstagerne efterlader, gør Republikken Mauritius og andre institutioner en officiel undskyldning gennem republikkens præsident, premierministeren og private institutioner i forbindelse med slaveri og kontraktbundne arbejdstagerne, såsom den katolske kirke, Handelskammeret og Mauritius Sukkerproducentforening. "

- Et mindesmærke og slavemuseum skal opbygges for at huske den umenneskelige behandling, som ofrene blev udsat for, som en forbrydelse mod menneskeheden. Kommissionen anbefalede endvidere at d. 23. august blev anerkendt som en mindedags og forsoning.

- Oprettelsen af en forbedret teknisk skole til at uddanne voksne kreoler i et forsøg på at øge ligheden inden for det mauritiske samfund. Kreolsk introduceres i skolerne for at hjælpe arbejderklassefamilier med at forstå kursusmaterialet.

- Staten anbefales at overveje at yde små jordstykker til borgere og oprette en "Landovervågnings- og forskningsenhed" for at hjælpe personer i "deres søgning efter jord, som de tror [med rette] er deres."

Kommisionen udarbejdede over 300 anbefalinger til den mauritiske regering om hvordan de overordnet bør bringe efterkommere af slaveri og kontraktbundet arbejde, ud af fattigdom.

## Chagos
I 1968 opnåede Mauritius uafhængighed fra Storbritannien. Op til uafhængigheden blev en række mauritiske territorier gradvis tvangssepareret. Øgruppen Chagosøerne og dens atol Diego Garcia blev adskilt fra Mauritius i 1965, blot tre år før nationens suverænitet fra Storbritannien. Storbritannien har siden 1965 udlejet Diego Garcia til USA.
Storbritannien og USA tvangsdeporterede i denne forbindelse lokalbefolkning til fastlandet på Mauritius, og adgang til øen har sidenhen været forbudt for alle på nær det amerikanske militær. Briterne og amerikanernes intimidering af lokalbefolkningen og restriktion af besøg på øen har været genstand for stor debat. Emnet har ikke været et centralt emne i den internationale udenrigspolitiske debat, da medierne er forhindret i at besøge øen, på trods af gentagne overskridelser af menneskerettighedskonventionerne.
Det er vurderet at Diego Garcia er en vigtig strategisk militærbase for USA. Basen har bl.a. været anvendt i forbindelse med Golfkrigene i 1991 og 2003 samt krigen i Afghanistan.
Suveræniteten over Chagosøerne, og Diego Garcia er i dag anfægtet mellem Mauritius og Storbritannien. En vejledende udtalelse fra Den Internationale Domstol i februar 2019 fastslog, at det var stridende mod folkeretten, at Storbritannien inden Mauritius' uafhængighed udskilte Chagosøerne. Den 22. maj 2019 vedtog FNs generalforsamling en resolution, der med et overvældende flertal, 116 mod 6, der forlangte, at Storbritanniens giver øerne tilbage til Mauritius. Vedtagelsen er dog ikke bindende for Storbritannien.
Mauritius hævder ud over suverænitet over øen Tromelin fra Frankrig.

## Distrikter
Selve øen Mauritius er opdelt i 9 distrikter:

1. Black River

2. Flacq

3. Grand Port

4. Moka

5. Pamplemousses

6. Plaines Wilhems

7. Port Louis

8. Rivière du Rempart

9. Savanne

### Mauritiske øer
- Rodrigues, en befolket ø, som engang var Mauritius' tiende distrikt, men som nu er selvstyrende.
- Agalega (to små øer ca. 933 km nord for Mauritius)
- Cargados Carajos (ca. 402 km nord for Mauritius)
- Chagosøerne
- Tromelin Island

Note: Mauritius har gjort krav på følgende franske øer:
- Bassas da India
- Europa Island
- Glorioso Islands
- Juan de Nova Island

### Andre mauritiske territorier
- Soudan Banks (inklusive East Soudan Bank)
- Nazareth Bank
- Saya de Malha Bank

## Demografi
Mauritius befolkning er meget uensartet. Normalt skelnes mellem den afro-franske befolkning og den engelsk-indiske. Den sidste store indvandring skete for snart 200 år siden.
Hinduer udgør 48,5 % af befolkningen, kristne 32,7 % og muslimer 17,3 % ifølge folketællingen 2011.

## Transport
Mauritius national luftfartsselskab er Air Mauritius.

## Data over import af slaver og kullier
| Koloni navn        | Antal importerede kullier transporteret |
| ------------------ | --------------------------------------- |
| St Kitts           | 337                                     |
| St Vincent         | 2,472                                   |
| Singapore          | 3,000                                   |
| Grenada            | 3,200                                   |
| St Lucia           | 4,350                                   |
| Seychelles         | 6,315                                   |
| Reunion            | 26,507                                  |
| Øst Afrika         | 32,000                                  |
| Surinam            | 34,304                                  |
| Jamaika            | 36,412                                  |
| Fiji               | 60,965                                  |
| Trinidad og Tobago | 143,939                                 |
| Natal              | 152,184                                 |
| Britisk Guiana     | 238,909                                 |
| Malaysia           | 400,000                                 |
| Mauritius          | 453,063                                 |
| Total              | 1,597,957                               |

## Galleri
- Skov nær Chamarel, Rivière Noire disrtiktet i syd-vest Mauritius
- Den farvede jord i Chamarel
- Panoramaudsigt nær hovedstaden Port Louis
- Italiensk verdenskort, der viser øen med navnet Dina Arobi.
- Hollandsk kort over køsten af Mauritius.
- Fransk kort over øen med navnet Isle de France.